# ChaHα8
ChaHα8 är en dubbelstjärna i norra delen av stjärnbilden Kameleonten. Den har en skenbar magnitud av ca 20,1 och kräver ett kraftfullt teleskop för att kunna observeras. Baserat på parallaxmätning inom Hipparcosuppdraget ca 5,1 mas, beräknas den befinna sig på ett avstånd på ca 522 ljusår (ca 160 parsek) från solen. Den rör sig bort från solen med en heliocentrisk radialhastighet på ca 15 km/s.

## Egenskaper
ChaHα8 är en brun dvärg av spektralklass M5.75-M6.5, som upptäcktes 2000. Den visade sig 2007 ha en substellär följeslagare med låg massa i omloppsbana kring stjärnan. Följeslagaren har en massa på 25–31 Jupitermassor och cirkulerar i en bana med en omloppsperiod på 5,2 år och en excentricitet på 0,59.

### Följeslagare
| Följeslagare | Massa    | Siderisk omloppstid (d) | Excentricitet |
| ------------ | -------- | ----------------------- | ------------- |
| b            | 25-31 MJ | 1 899,3                 | 0,59          |